# Mars 1936

## Événements
- Mars à juillet : violences libertaires en Espagne, occupation de terres. Les partis ouvriers se reconstituent autour du PCE (102 000 militants en mai contre 35 000 en février). La CEDA se disloque et de nombreux militants rejoignent la Phalange. En six mois, 269 espagnols sont victimes d’attentats de tous bords (45 pour l’année 1935).

- 1er mars : Grand Prix de Pau.

- 4 mars : 
  - première exposition à Munich « d’art dénaturé » afin de discréditer la peinture moderne.
  - Première sortie du dirigeable allemand LZ 129 Hindenburg.

- 5 mars : premier vol du prototype du Supermarine Spitfire.

- 6 mars, France : réunification de la CGT et de la CGTU. Ses effectifs passent de 750 000 à 4 millions d’adhérents dans l’année, notamment à la suite des grèves de mai-juin.

- 7 mars : remilitarisation de la Rhénanie en réaction à la ratification du pacte franco-soviétique. L'Allemagne installe des troupes en violation du traité de Versailles et du pacte de Locarno. Londres ne réagit pas. La France saisit la SDN. Hitler propose à la France et à la Belgique l’ouverture de négociations en vue de conclure des pactes de non-agression de 25 ans garantis par le Royaume-Uni et l’Italie.

- 9 mars (Japon) : l’empereur Hirohito nomme un Premier ministre ultranationaliste, Kōki Hirota.

- 10 mars : 
  - le Royaume-Uni déconseille à la France toute action militaire en Rhénanie.
  - Premier vol du chasseur-bombardier britannique Fairey Battle.

- 14 mars : la Phalange espagnole est déclarée hors la loi et son chef Primo de Rivera est arrêté.

- 17 mars : premier vol du bombardier Armstrong Whitworth Whitley.

- 21 mars, France : Charles Maurras est condamné à quatre mois de prison pour incitation au meurtre par voie de presse.

- 22 mars : le maréchal Horloogiyn Choybalsan prend la tête du Parti révolutionnaire du peuple mongol et gouverne la Mongolie (fin en 1951). La collectivisation forcée des terres et des troupeaux, l’interdiction du lamaïsme, entraînent une insurrection générale réprimée par l’Armée populaire.

- 29 mars : élections au Reichstag et plébiscite en faveur d’Hitler.

## Naissances
- 1er mars : 
  - Jean-Edern Hallier, écrivain français († 12 janvier 1997).
  - Jean-René Huguenin, écrivain français († 22 septembre 1962).
- 3 mars : Philippe Trouvé, peintre et poète français († 2 août 2005).
- 4 mars : 
  - Jim Clark, pilote de Formule 1 britannique († 7 avril 1968).
  - Aribert Reimann, compositeur et pianiste allemand († 13 mars 2024).
- 7 mars : 
  - Loren W. Acton, astronaute américain († 9 décembre 2015).
  - Claude Feidt, évêque catholique français, archevêque de Aix-en-Provence († 13 octobre 2020).
  - Georges Perec, écrivain français († 3 mars 1982).
  - Julio Terrazas Sandoval, cardinal bolivien, archevêque de Santa Cruz de la Sierra († 9 décembre 2015).
- 8 mars : Gábor Szabó, guitariste de jazz hongrois († 26 février 1982).
- 9 mars : Elina Salo, actrice finlandaise de cinéma et de télévision.
- 15 mars : Francisco Ibáñez, dessinateur et scénariste de bandes dessinées catalan († 15 juillet 2023).
- 17 mars : 
  - Ken Mattingly, astronaute américain († 31 octobre 2023).
  - Alain Jérôme, journaliste, présentateur de télévision et producteur français.
- 18 mars :
  - Frederik de Klerk, homme d'État sud-africain, président de l'État de la république d'Afrique du Sud de 1989 à 1994 et vice-président de la république d'Afrique du Sud de 1994 à 1996 († 11 novembre 2021).
  - Gilbert De Smet, coureur cycliste belge († 10 février 1987).
- 19 mars : Ursula Andress, actrice suisse.
- 21 mars : Ed Broadbent, politicien et chef du parti néo-démocrate canadien.
- 24 mars : David Suzuki, généticien canadien.
- 25 mars : Abdelkrim Kerroum, joueur de football français († 9 janvier 2022).
- 28 mars : 
  - Yves Marion, peintre français († 13 janvier 2007).
  - Mario Vargas Llosa, romancier, poète et essayiste espagnol d'origine péruvienne, prix Nobel de littérature 2010 († 13 avril 2025).
  - Amancio Ortega Gaona, homme d'affaires espagnol.